# Djamal Mohamed
Djamal Mohamed, né le 8 octobre 1980 à Marseille, est un footballeur international comorien qui évoluait au poste de milieu de terrain défensif. Il réalise la majeure partie de sa carrière à l'US Endoume Marseille. Il occupe actuellement le poste de directeur sportif au sein du FC Martigues.

## Biographie

### Carrière de joueur
Djamal commence sa carrière l'ES Vitrolles en 2004. Il rejoint l'US Endoume alors en CFA lors de la saison 2005-2006. Cependant, il ne parvient pas à aider le club phocéen à se maintenir en CFA. Il connaît alors une descente en CFA2 à la suite de la dernière place obtenue à l'issue de la saison 2006-2007. En 2009-2010, il effectue sa dernière saison avec Endoume en Division d'Honneur.
Lors de la saison 2010-2011, un autre club marseillais, le rival de Marseille Consolat, l'engage pour apporter de l'expérience à un groupe assez jeune qui évolue en CFA2. À l'issue de cette saison, il connaît une montée en CFA, une étape historique dans l'histoire de Marseille Consolat. Il évolue ensuite deux saisons avec le club phocéen en CFA, avant de rejoindre pour une saison l'ES La Cayolle en DHR. Il met un terme à sa carrière en 2014. 

### Carrière de dirigeant

#### Directeur sportif à Marseille Consolat (2014-2019)
Il devient alors directeur sportif du club de Marseille Consolat.

#### Directeur sportif au FC Martigues (depuis 2020)
Depuis juin 2020, il occupe la fonction de directeur sportif au FC Martigues.

## Sélection avec les Comores
Le 14 octobre 2007, il connait sa première sélection avec les Comores contre l'équipe de Madagascar lors des éliminatoires de la Coupe du monde 2010. Il reçoit un total de trois sélections en équipe nationale entre 2007 et 2011.